# Enes Ünal
Enes Ünal (n. 10 mai 1997) este un fotbalist turc care joacă pe postul de atacant pentru clubul englez AFC Bournemouth în Premier League, fiind împrumutat de la Getafe. A înscris la debutul său în Süper Lig pe 25 august 2013 pentru Bursaspor în meciul împotriva lui Galatasaray, făcându-l cel mai tânăr jucător care a marcat în Prima Ligă a Turciei vreodată. Un internațional de tineret la mai multe categorii de vârstă, a fost convocat pentru prima dată la naționala mare pe 31 martie 2015 într-un meci amical împotriva Luxemburgului.

## Cariera pe echipe

### Bursaspor
Ünal s-a născut în Osmangazi din Bursa și a jucat la grupele de copii și juniori ale lui Bursaspor. El și-a făcut debutul ca fotbalist profesionist împotriva lui FK Voivodina în turul celei de-a treia runde de calificare în UEFA Europa League 2013-2014 pe 1 august 2013, înlocuindu-l pe Sebastián Pinto în ultimele cinci minute ale unei remize de 2-2 de la Karađorđe.
La 25 august 2013, Ünal a intrat pe bancă în locul lui Ferhat Kiraz în minutul 71 pentru a-și face debutul împotriva lui Galatasaray și a marcat primul său gol după doar trei minute, dintr-o pasă de gol primită din partea lui Pablo Batalla. Acest gol l-a făcut să fie cel mai tânăr jucător care a înscris vreodată în Süper Lig. Pe 21 octombrie a marcat cel de-al doilea gol în campionat împotriva lui Kayserispor, dintr-o pasă primită de la Șener Özbayraklı. La 19 decembrie 2013, el a intrat pe teren în minutul 80 în locul lui Musa Çağıran în meciul din Cupa Turciei împotriva lui İnegölspor și a marcat al doilea gol al lui Bursaspor dintr-o lovitură liberă, după două minute, reușindu-l și pe al treilea în minutul 86. La 12 februarie 2014, a marcat cel de-al treilea gol pentru Bursaspor împotriva lui Akhisar Belediyespor în grupele cupei. Echipa sa a terminat pe primul loc în grupa Cupei Turciei, cu 13 puncte și a avansat în semifinale pentru a se confrunta cu Galatasaray.

### Manchester City
Pe 7 iulie 2015, clubul englez Manchester City din Premier League a anunțat că l-a transferat pe Ünal pentru aproximativ 2 milioane de lire sterline, fiind prima achiziție a verii. El și-a făcut debutul împotriva lui Adelaide United într-un turneu amical jucat în Australia, într-o victorie scor 2-0.
La 31 iulie 2015, Manchester City a anunțat că Ünal ar fi fost împrumutat la echipa din Prima Ligă Belgiană Genk, pentru două sezoane. La 29 ianuarie 2016, mutarea a căzut, iar el s-a întors la Manchester City.
La 1 februarie 2016, Ünal a fost împrumutat la echipa olandeză NAC Breda până la sfârșitul sezonului; optsprezece zile mai târziu a marcat la debutul cu Fortuna Sittard. A marcat primul său hat-trick pe 11 aprilie 2016 într-un meci împotriva lui Telstar.
La 23 iulie 2016, Ünal a fost împrumutat la clubul olandez FC Twente pentru sezonul 2016-2017. Pe 21 august, a jucat primul meci ca titular pentru echipă, marcând al doilea hat-trick din carieră. El a marcat încă două goluri în următorul său meci, în victoria cu 4-1 cu ADO Den Haag.

### Villarreal
La 30 mai 2017, Ünal a ajuns la echipa de La Liga, Villarreal, pentru 12 milioane de lire sterline, cu Manchester City trecând în contract o clauză prin care putea să îl cumpere înapoi. El și-a făcut debutul în primul sezon în înfrângerea cu 1-0 suferită în fața lui Levante pe 21 august. A marcat primul său gol pe 10 septembrie într-o victorie scor 3-1 cu Real Betis.
Pe 30 octombrie 2017, Ünal a semnat cu Levante, fiind împrumutat de urgență până în iunie 2018, cu opțiunea de a reveni la Villareal în ianuarie. A marcat la debutul său cu Girona, la 5 noiembrie 2017, în meciul care s-a încheiat cu o înfrângere pentru echipa sa, scor 2-1.
La 26 decembrie 2017, Villarreal și-a exercitat opțiunea de a-l chema înapoi și Ünal a revenit la echipă trei zile mai târziu. Pe 19 august a fost adus de nou-promovata Real Valladolid sub formă de împrumut pentru un an.

## La națională
După ce a marcat 25 de goluri în 24 de meciuri pentru Turcia U16, a fost promovat rapid la U17, iar după ce a marcat primul său gol ca fotbalist profesionist în 2013, a fost convocat la Turcia U21, în ciuda faptului că avea doar 16 ani. El a marcat primul său gol pentru echipa U21 în victoria cu 4-0 împotriva Maltei.
Ünal a fost pentru prima dată convocat la naționala mare pe 31 martie 2015, înlocuindu-l pe Olcay Șahan în minutul 57 într-o victorie obținută într-un meci amical, scor 2-1 împotriva Luxemburgului de pe Stade Josy Barthel. A fost convocat din nou la naționala mare abia peste un an, intrând ca rezervă într-un amical împotriva Rusiei la 31 august 2016.
Pe 30 septembrie 2016, Ünal a fost convocat pentru meciurile din calificările pentru Campionatul Mondial din 2018 împotriva Ucrainei și Islandei. El a debutat într-un meci oficial pentru Turcia împotriva Ucrainei, la 6 octombrie, într-o remiză scor 2-2.

## Statistici privind cariera
Din 17 septembrie 2017
| Turcia | Turcia  | Turcia | Turcia |
| An     | Meciuri | Goluri |        |
| ------ | ------- | ------ | ------ |
| 2015   | 1       | 0      |        |
| 2016   | 2       | 0      |        |
| 2017   | 3       | 0      |        |
| Total  | 6       | 0      |        |

## Viața personală
Tatăl lui Ünal, Mesut Ünal, a fost și el un fotbalist profesionist care a jucat, de asemenea, pentru Bursaspor și pentru echipa națională de tineret a Turciei.
Familia lui Ünal a devenit fană a lui Manchester City după câștigarea titlului în Premier League în urma golului marcat de Sergio Aguero în minutul 94.